# Rapaty (powiat działdowski)
Rapaty (niem. Marienhain) – osada w Polsce położona w województwie warmińsko-mazurskim, w powiecie działdowskim, w gminie Rybno.
W latach 1975–1998 miejscowość administracyjnie należała do województwa ciechanowskiego. W 1921 roku stacjonowała tu placówka 13 batalionu celnego.